# La Brea
La Brea − miasto w Trynidadzie i Tobago, w południowo-zachodniej części wyspy Trynidad, nad Morzem Karaibskim. Liczba mieszkańców wynosi ok. 5 tys. Ośrodek wydobywczy asfaltu naturalnego z Jeziora Asfaltowego.